# 洛豪

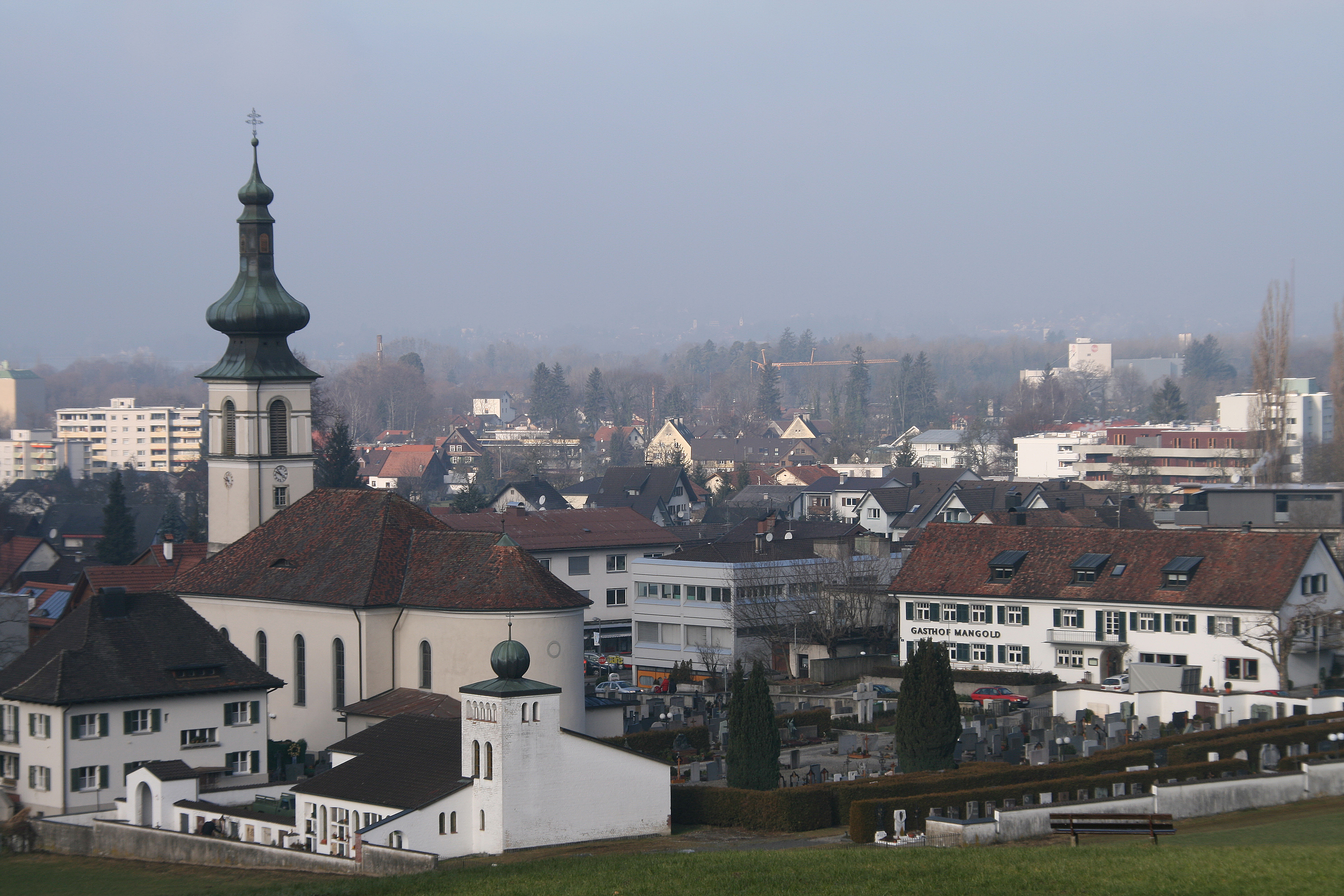

洛豪（德语：Lochau）是奧地利的城鎮，位於該國西部波登湖畔，由福拉爾貝格州負責管轄，面積10.27平方公里，海拔高度416米，2012年人口5,490。第二次世界大戰期間，納粹德國在該鎮設立集中營。

## 外部連結
- （德文） Town of Lochau （页面存档备份，存于）